# Elecciones parlamentarias de Polonia de 1997
Las elecciones parlamentarias se celebraron en Polonia el 21 de septiembre de 1997. Eran las terceras elecciones al parlamento desde 1991 y marcaron la estabilizacion de la democracia en el país, así como la alternancia del poder entre los partidos. La fecha de las elecciones de 1997 fue anunciada en junio por el presidente de la República, Aleksander Kwasniewski.
Los dos principales rivales en las elecciones fueron la gobernante Alianza de la Izquierda Democrática (SLD), liderada por el Partido Social Demócrata de Polonia (SdRP), heredero del antiguo Partido Obrero Unificado Polaco (PZPR), liderada por Jozef Oleksy. Y por el otro lado estaba la Acción Electoral Solidaria (AWS), un bloque opositor de derecha de 36 partidos reunidos alrededor del sindicato Solidaridad. Estos dos grupos tenían programas similares, ambos a favor de las políticas económicas favorables a la libertad del mercado y, en asuntos exteriores, apoyando la integración con la Unión Europea y la OTAN; Sin embargo, la AWS ponía mayor énfasis en los valores cristianos tradicionales y, entre otras cosas, la oposición al aborto. Una tercera fuerza a tener en cuenta fue la Alianza de la Libertad (UW) encabezada por Leszek Balcerowicz, considerado el arquitecto de las reformas económicas de Polonia en la década de los 90, que condujeron a tasas de crecimiento anual del 6%. La campaña en general fue bastante tranquila.
El día de la votación, AWS, fundada en 1996 y dirigida por Marian Krzaklewski, ganó 201 escaños a diferencia de los 164 que ganó el SLD que, en comparación con las elecciones anteriores de 1993, ganó en porcentaje de votos pero no escaños. La UW tuvo un destino similar; mientras que el Partido Campesino Polaco (PSL), socio de la coalición de gobierno saliente con el SLD, perdió más de 100 escaños para caer al cuarto lugar. Solo otro grupo, el Movimiento para la Reconstrucción de Polonia (ROP), cruzó el umbral del 5% necesario para la representación del Sejm.
Dado el resultado general de las elecciones, el primer ministro Wlodzimierz Cimoszewicz (SLD) fue reemplazado por Jerzy Buzek (AWS) el 17 de octubre, dirigiendo un gabinete de coalición compuesto por miembros de AWS y UW. Las elecciones fueron un revés importante para la Alianza de la Izquierda Democrática (SLD) y el Partido Campesino Polaco (PSL), que fueron expulsados del gobierno.

## Resultados
| ← Elecciones generales de Polonia Sejm (el Parlamento), 1997 →      |      |         |
| Partido                                                             | %    | Escaños |
| Acción Electoral Solidaridad pl.Akcja Wyborcza Solidarność          | 33.8 | 201     |
| Alianza Democrática de la Izquierda pl.Sojusz Lewicy Demokratycznej | 27.1 | 164     |
| Alianza de la Libertad pl.Unia Wolności                             | 13.4 | 60      |
| Partido Popular (Polonia) pl.Polskie Stronnictwo Ludowe             | 7.3  | 27      |
| Movimiento de Reconstrucción de Polonia pl.Ruch Odbudowy Polski     | 5.6  | 6       |
| Minoría Alemana                                                     |      | 2       |

| ← Elecciones generales de Polonia Senat (el Senado), 1997 →         |         |
| Partido                                                             | Escaños |
| Acción Electoral Solidaridad pl.Akcja Wyborcza Solidarność          | 51      |
| Alianza Democrática de la Izquierda pl.Sojusz Lewicy Demokratycznej | 28      |
| Alianza de la Libertad pl.Unía Wolności                             | 8       |
| Partido Popular (Polonia) pl.Polskie Stronnictwo Ludowe             | 5       |
| Movimiento Reconstrucción de Polonia pl.Ruch Odbudowy Polski        | 3       |
| Otros pl.niezrzeszeni                                               | 5       |